# Telipna rothi
Telipna rothi är en fjärilsart som beskrevs av Grose-smith 1898. Telipna rothi ingår i släktet Telipna och familjen juvelvingar. Inga underarter finns listade i Catalogue of Life.